# Reonda
Reonda es una localidad situada en el municipio de Kehtna, en el condado de Rapla, Estonia. Tiene una población estimada, en 2021, de 39 habitantes.
Está ubicada en el centro-este del condado, cerca de la frontera con los condados de Järva y Pärnu.